# 루왁인간
《루왁인간》은 2019년 12월 30일에 방송된 2019년 JTBC 드라마 페스타 작품으로, 강한빛의 동명의 단편 소설을 원작으로 한다.

## 줄거리
50대 중반의 고졸 세일즈맨인 정차식이 사향고양이의 배설물에서 추출한 커피인 루왁커피(코피 루왁)를 만드는 인간이 된다는 이야기를 담고 있다.

## 등장 인물

### 주요 인물
- 안내상 : 정차식(50대 중반) 역 - 고졸 세일즈맨
- 김미수 : 정지현(30대 초반) 역 - 카페 창업 1년차
- 장혜진 : 박정숙(50대 초반) 역 - 가정주부
- 최덕문 : 정준식(50대 초반) 역 - 정차식의 동생
- 윤경호 : 김영석(50대 초반) 역 - 정차식과 직장 동료, 회계팀장
- 정종준 : 오용달 역

## 시청률
| 방송 일자        | AGB 시청률     |
| 방송 일자        | 대한민국(전국) |
| ---------------- | -------------- |
| 2019년 12월 30일 | 1.828%         |

## 수상 및 후보
| 연도 | 시상식                    | 부문          | 수상작(자) | 결과 | 출처 |
| ---- | ------------------------- | ------------- | ---------- | ---- | ---- |
| 2020 | 제15회 서울 드라마 어워즈 | 단편 작품상   | 루왁인간   | 후보 |      |
| 2020 | 제15회 서울 드라마 어워즈 | 작가상        | 이보람     | 후보 |      |
| 2020 | 제15회 서울 드라마 어워즈 | 남자 연기자상 | 안내상     | 후보 |      |